# دنيس واترمان
دنيس واترمان (بالإنجليزية: Dennis Waterman) هو ممثل بريطاني، ولد في 24 فبراير 1948 في المملكة المتحدة.

## وصلات خارجية
- دنيس واترمان على موقع IMDb (الإنجليزية)
- دنيس واترمان على موقع ميوزك برينز (الإنجليزية)
- دنيس واترمان على موقع إن إن دي بي (الإنجليزية)
- دنيس واترمان على موقع ديسكوغز (الإنجليزية)
- دنيس واترمان على موقع قاعدة بيانات الفيلم (الإنجليزية)